# Sportula
Sportula (łac. sportŭlā – koszyczek) – w starożytnym Rzymie tradycyjne wsparcie materialne udzielane przez patronów swym klientom.
Nazwa pochodzi od koszyczka, w którym patron przekazywał klientom produkty żywnościowe podczas codziennej porannej wizyty (salutatio – pokłonu, pozdrowienia), do której klient był zobowiązany. Z czasem nazwą tą objęto również skromne posiłki podawane klientom, a ostatecznie – wszelkie dary materialne patronów dla klientów, także w formie pieniężnej. Mianem tym za panowania cesarza Klaudiusza zaczęto także nazywać, jak podaje Swetoniusz, "nadprodgramowe i krótkie, zaledwie kilkudniowe" walki gladiatorów (bez walk z dzikimi zwierzętami).